# Армяне в Северной Македонии
Армяне в Северной Македонии (макед. Ерменци во Македониjа, арм. Հայերը Հյուսիսային Մակեդոնիայում) — это часть армянской диаспоры. Число армян в стране доходит до 300 человек.

## История
Армяне появились на территории исторической Македонии ещё в раннем Средневековье. В это время множество раз выходцы из династии македонских армян становились императорами Византийской Империи, важными военачальниками и видными политическими деятелями.
Но с приходом турок число армян быстро начало сокращаться. Как и во всей Османской Империи, из Македонии началась миграция армян, которая прекратилась предположительно с выходом македонских земель из состава Османской империи.
Спасаясь во время геноцида армян 1915 года, множество семей осело на сегодняшних территориях Северной Македонии, тогда являвшейся частью Сербии.
К 1929 году число армян в Скопье оценивалось в 438, а уже в 1945 число достигло до 450.
Сегодня армянская община в Македонии насчитывает около 110 семей или 300 человек. Большинство из них не говорят на армянском языке, а по религии принадлежат МПЦ.